# Три богатыря. Ход конём
«Три богатыря. Ход конём» (другое название — «Три богатыря. Юлий Цезарь») — 10-й полнометражный анимационный фильм студии «Мельница» и шестая часть франшизы «Три богатыря».
Премьера состоялась 1 января 2015 года.
С 5 марта 2022 года было объявлено, что мультфильм «Три богатыря. Ход конём» выпустят в повторный прокат в России.
21 июля 2022 года мультфильм вышел в повторный прокат.

## Сюжет
Придворный конь Юлий идёт в лес рубить деревья. Вдруг деревья превращаются в монстров, ловят Юлия и пытаются атаковать его, но оказывается, что это всего лишь страшный сон. Затем Юлий видит бояр, подслушивает их разговор и начинает подозревать их в заговоре против Князя. Днём Юлий идёт к Князю и маскирует его, при этом всё никак не может внятно объяснить, что случилось. Когда он объяснил, выяснилось, что защитить Князя некому — богатыри борются с пиратом Потаней и его шайкой бандитов, Змей Горыныч в отпуске в Тибете, дружины тоже нет рядом. Затем Князю приносят указ об оказании дружиной помощи Переяславскому князю, и он никак не может вспомнить, когда подписал указ. На самом деле дружина что-то строила недалеко от Киева. Затем Князь и Юлий думают, что же делать. Тем временем, богатыри собираются брать на абордаж пиратский корабль, но пираты поджигают их лодку греческим огнём. Богатыри прыгают в воду и уплывают. Князь собирается спрятаться и ждать до прихода богатырей, но, когда они слышат шаги, то вылезают через окно и, по вине Юлия, чуть не падают. Оказывается, что к ним зашла уборщица. Богатыри собираются прыгать на пиратский корабль с обрыва, но мальчик-цыган крадёт сапоги Алёши, и при прыжке последний повисает на коряге. С помощью змеи Алёша отцепляется от коряги и падает в воду. Князь и Юлий сбегают из дворца и собираются послать почтового голубя с письмом для богатырей, но для этого нужны деньги, которых у них нет. Тогда они начинают попрошайничать, но им удаётся получить лишь две копейки. Юлий встречает верблюда Васю. Богатыри, тем временем, чинят расправу над бандой пиратов, а Алёша принимает юнгу Усыню за Потаню и ловит его, в результате чего все пираты смеются над ним. Настоящий Потаня объявляет перерыв и предлагает богатырям пообедать, а Алёша плывёт на берег за сапогами. Юлий с ведёт Васю к говорящему Дубу, чтобы он заработал деньги. Алёша ловит мальчика, укравшего сапоги, и объясняет цыганам, что случилось. Цыгане незаметно возвращают сапоги и уходят, но Алёша просит одну цыганку погадать ему по линиям на ладони. Вася выигрывает пять рублей и хочет сыграть в суперигру, но Юлий, наученный горьким опытом в первом фильме, знает, что это коварная и подлая ловушка, и бежит спасать Васю от живодёров. Цыганка сказала, что Алёшу дома ждёт чужак; по пути на корабль он рассуждает, кто им может быть. Живодёры ловят Юлия и собираются разделывать живьём, но Дуб останавливает своих приспешников и, узнав от Юлия, что происходит в Киеве, вылазит из земли и отправляется во дворец. Алёша возвращается на корабль и присоединяется к трапезе. После обеда богатыри падают и засыпают. Войдя в тронный зал, Дуб ломает проход и сильно пугает Князя, но успокаивает его, предложив напиток. Алёше снится кошмар, будто бы Потаня напал на его жену, Любаву, а он не может спасти её. Алёша случайно пробивает ногами борт корабля, и он начинает тонуть. Дуб предлагает игру: Князь делает ставки и угадывает, в какой шкатулке жёлудь. Так Князь ставит и проигрывает дереву своё государство. Изгнанные из Киева, они с Юлием ночуют в хижине, которую нашли в лесу.
Утром Князь видит пегасов, а пока он будит Юлия, пегасы исчезают. Юлий вспоминает, что пегасы вдохновляют поэтов, и говорит, что нужно спеть песню. Князь поёт песню из мультфильма «Антошка», и к нему прилетает маленький пегас. Затем они видят остальных пегасов и их пастуха. Алёша держит спящих Илью и Добрыню над водой, и собирается пробивать борт. Тонущий корабль замечают пегасы, пробивают борт и подбирают богатырей вместе с несколькими десятками крыс. Ночью богатыри верхом на пегасах спускают на лодку с пиратами верёвки, крысы их привязывают, и они уносят лодку, из которой выскакивают все пираты, кроме спящего Потани. Он просыпается высоко в горах, и к нему пристают стервятники. Князь и Юлий встречают Добрыню и Илью, а Алёша летит домой. Он, вспомнив пророчество, ищет дома чужака, но им оказывается рыжий котёнок. Князь и Юлий вводят Добрыню и Илью в курс дела, и Князь просит отобрать у Дуба Киев. Добрыня и Илья отказываются отбирать княжество, потому что думают, что Князь и Дуб играли честно. Придя в Киев и встретившись во дворце с Дубом и живодёрами, богатыри решают отыграться в игрушечный хоккей с шайбой. Алёша ставит всё их движимое и недвижимое имущество и садится играть, но Дуб играет четырьмя руками и выигрывает. Богатыри и их жёны уходят из Киева и на время переселяются к матери Ильи.
На следующий день Князь падает в колодец; после того, как его с горем пополам вытягивают, государь предлагает построить новый Киев. При строительстве богатыри с помощью Тихона понимают, что Князя Дуб провёл, так как не показал, в какой шкатулке находится жёлудь. Также Алёша предположил, что все шкатулки были пустые. Они отправляются во дворец. Тем же временем бояре идут в Киев, но их не пускают туда живодёры. Бояре уходят и встречают богатырей и рассказывают, что никакого заговора не было — на самом деле бояре делали подарок Князю на юбилей. Князь горько заплакал, узнав о том, что именно из-за Юлия он потерял своё государство. Алёша пытается проломить ворота в Киев, но Тихон решил применить военную хитрость, сыграв с дубом в азартную игру, поставив на ставку подарок Князю — огромную золотую статую, изображающую Князя на коне (похожего на Медного всадника). Затем богатыри неожиданно разбивают золотого коня и побеждают живодёров, а Добрыня прикладывает их к статуе Князя и загибает её руки, в результате чего кажется, будто статуя держит живодёров. Тогда Дуб превращается в огромное деревянное паукообразное существо. Все в ужасе разбегаются, но богатыри дают Дубу отпор. Затем на Дуба нападают крысы, вследствие чего злодей убегает из Киева.
Фильм заканчивается поздравлением народом Князя и его любимой песней из мультфильма «Антошка».

## В ролях
| Актёр                      | Роль |
| -------------------------- | --- |
| Сергей Маковецкий          | Князь Киевский |
| Дмитрий Быковский          | Илья Муромец |
| Валерий Соловьёв           | Добрыня Никитич |
| Олег Куликович             | Алёша Попович |
| Дмитрий Высоцкий           | Конь Юлий |
| Анатолий Петров            | Тихон / боярин Ануфрий |
| Елена Шульман              | Настасья Филипповна / цыганёнок / мама Ильи                                                                                     |
| Лика Медведева             | Любава |
| Мария Цветкова-Овсянникова | Алёнушка |
| Гоша Куценко               | Пират Потаня |
| Дмитрий Нагиев             | Дуб |
| Наргиз Закирова            | Цыганка |
| Михаил Черняк              | Княжеский писарь / рассказчик                                                                                                   |
| Максим Сергеев             | Пират Усыня / боярин Касьян |
| Михаил Хрусталёв           | Певец (хозяин пегасов) / живодёры                                                                                               |
| Александр Боярский         | Боярин Антипка / эпизоды с голубиной почтой / фраза Юлия «Буду бить аккуратно, но сильно!» / Князь Киевский (некоторые реплики) |
| Галина Чигинская           | Уборщица |

## Награды
- 2015 — Икар (кинопремия): лучший фильм в прокате
- 2016 — Премия «Золотой орёл» за лучший анимационный фильм.

## Критика
Film.ru дал мультфильму 6 баллов из 10, подчёркивая, что этот мультфильм получился немного лучше, чем прошлая часть. «I recommend» дал мультфильму 3.5 звезды из 5. Критиканство дало мультфильму 43 балла из 100.

## Игра
Одновременно с мультфильмом на Android и IOS вышла одноимённая игра. Сюжет игры повторял сюжет мультфильма.